# Juan Cuadrado
Artikeln följer den spanska namnseden; faderns efternamn är Cuadrado och moderns efternamn Bello.
Juan Guillermo Cuadrado Bello, född 26 maj 1988 i Necoclí, Colombia, är en colombiansk fotbollsspelare som spelar för Atalanta.
Cuadrado är känd för sin snabbhet och förmåga att dribbla. Cuadrado spelar även för Colombias fotbollslandslag.